# Aguacate (Aguadilla)
Aguacate es un barrio ubicado en el municipio de Aguadilla en el estado libre asociado de Puerto Rico. En el Censo de 2010 tenía una población de 1525 habitantes y una densidad poblacional de 355,77 personas por km².

## Geografía
Aguacate se encuentra ubicado en las coordenadas 18°30′00″N 67°6′37″O / 18.50000, -67.11028. Según la Oficina del Censo de los Estados Unidos, Aguacate tiene una superficie total de 4.29 km², de la cual 3.85 km² corresponden a tierra firme y (10.27%) 0.44 km² es agua.

## Demografía
Según el censo de 2010, había 1525 personas residiendo en Aguacate. La densidad de población era de 355,77 hab./km². De los 1525 habitantes, Aguacate estaba compuesto por el 87.15% blancos, el 5.38% eran afroamericanos, el 0.33% eran asiáticos, el 5.25% eran de otras razas y el 1.9% pertenecían a dos o más razas. Del total de la población el 97.77% eran hispanos o latinos de cualquier raza.